# Маловисківський цукровий завод
Маловисковський цукровий завод - підприємство харчової промисловості в місті Мала Виска Маловисківського району Кіровоградської області України.

## Історія
Цукровий завод у містечку Мала Виска Маловисківської волості Єлизаветградського повіту Херсонської губернії Російської імперії було збудовано у 1899—1899 рр. і розпочав роботу у жовтні 1899 року. Першого сезону підприємство виробило цукру на 320 тис. рублів.
У ході громадянської війни містечко підтримувало владу Української Народної Республіки, але згодом Малу Виску загарбали радянські окупаційні війська. Завод постраждав, але надалі був відновлений і відновив роботу, а 15 вересня 1921 для забезпечення заводу сировиною було створено перше товариство з обробки землі.
У 1921/22 господарському року завод виробив 38 тис. пудів цукру, 1924-25 року - 602 тис. пудів. У 1924 році тут працювало 476 постійних та понад 1000 тимчасових працівників. У цей час при заводі діяв червоний клуб, який прискорив процес ліквідації безграмотності серед населення.
2 жовтня 1924 року заводу було присвоєно назву «Пролетар». У 1941 році, перед початком війни завод виробляв 52 тис. центнерів цукру, на ньому працювали 1200 робітників, 62 службовці, а також 32 інженери і техніка.
У ході другої світової війни 1 серпня 1941 року селище міського типу Мала Виска було окуповане німецькими військами. В умовах окупації тут розпочала діяльність радянська підпільна організація, учасники якої з числа працівників цукрового заводу перешкоджали вивезенню готової продукції, виводили з ладу обладнання, а також із ризиком для життя врятували привезений на переплавку пам'ятник Леніну (після війни він був встановлений на колишньому місці у міському). парку). 13 березня 1944 року радянські війська звільнили селище і почалося відновлення заводу, що лежав у руїнах. У жовтні 1944 року завод дав перший цукор.
В 1967 завод виконав річний виробничий план на 102,1%. 1970 року завод виробив 733,5 тис. центнерів цукру. Вцілому, в радянські часи цукровий комбінат входив до числа найбільших підприємств міста, на його балансі знаходилися один з двох міських дитячих садків, заводський клуб, заводський медпункт та інші об'єкти соціальної інфраструктури.
Після проголошення незалежності України завод перейшов у відання Державного комітету харчової промисловості України. Надалі, державне підприємство було перетворено на відкрите акціонерне товариство. У травні 1995 року Кабінет Міністрів України ухвалив рішення про приватизацію заводу. 3 вересня 2009 року господарський суд Кіровоградської області визнав завод банкрутом.
Пізніше заводська нафтобаза та бурякопункти цукрового заводу були виведені зі складу підприємства та припинили функціонування (у січні 2019 року вони були запропоновані на продаж як ділянки під забудову).